# Estrela (Lisbona)
Estrela è una freguesia del Portogallo e un quartiere della città di Lisbona. Conta 20 267 abitanti (dato del 2021) e copre un'area di 4,6 km². La freguesia è nata in seguito all'accorpamento delle freguesias di Lapa (Lisbona), Prazeres (Lisbona) e Santos-o-Velho, determinato dalla riforma amministrativa del 2012.

## Monumenti e luoghi d'interesse
- Convento das Bernardas
- Basilica da Estrela
- Cemitério dos Prazeres
- Palácio das Necessidades
- Igreja de São Francisco de Paula
- Museo nazionale d'arte antica
- Palazzo di São Bento
- Palácio do Marquês de Abrantes
- Rua Vicente Borga n.º 33, già Rua da Madragoa, luogo di nascita di Maria Severa Onofriana (1820-1846), una delle prime cantanti di fado.
- Cattedrale di San Paolo, in Rua das Janelas Verdes. Chiesa cattedrale sede della Chiesa lusitana cattolica apostolica evangelica.
- Gare Marítima da Rocha do Conde de Óbidos e Gare Marítima de Alcântara, costruite negli anni quaranta del XX secolo. Progettate da Porfírio Pardal Monteiro, contengono decorazioni di Almada Negreiros.
- Palacete dos Marqueses de Pombal, in Rua das Janelas Verdes, n.º 37 - 39, sede della biblioteca e centro studi Espaço Atlântida
- Casa do Visconde de Sacavém, in Rua do Sacramento à Lapa, n.º 22 - 28

## Galleria d'immagini

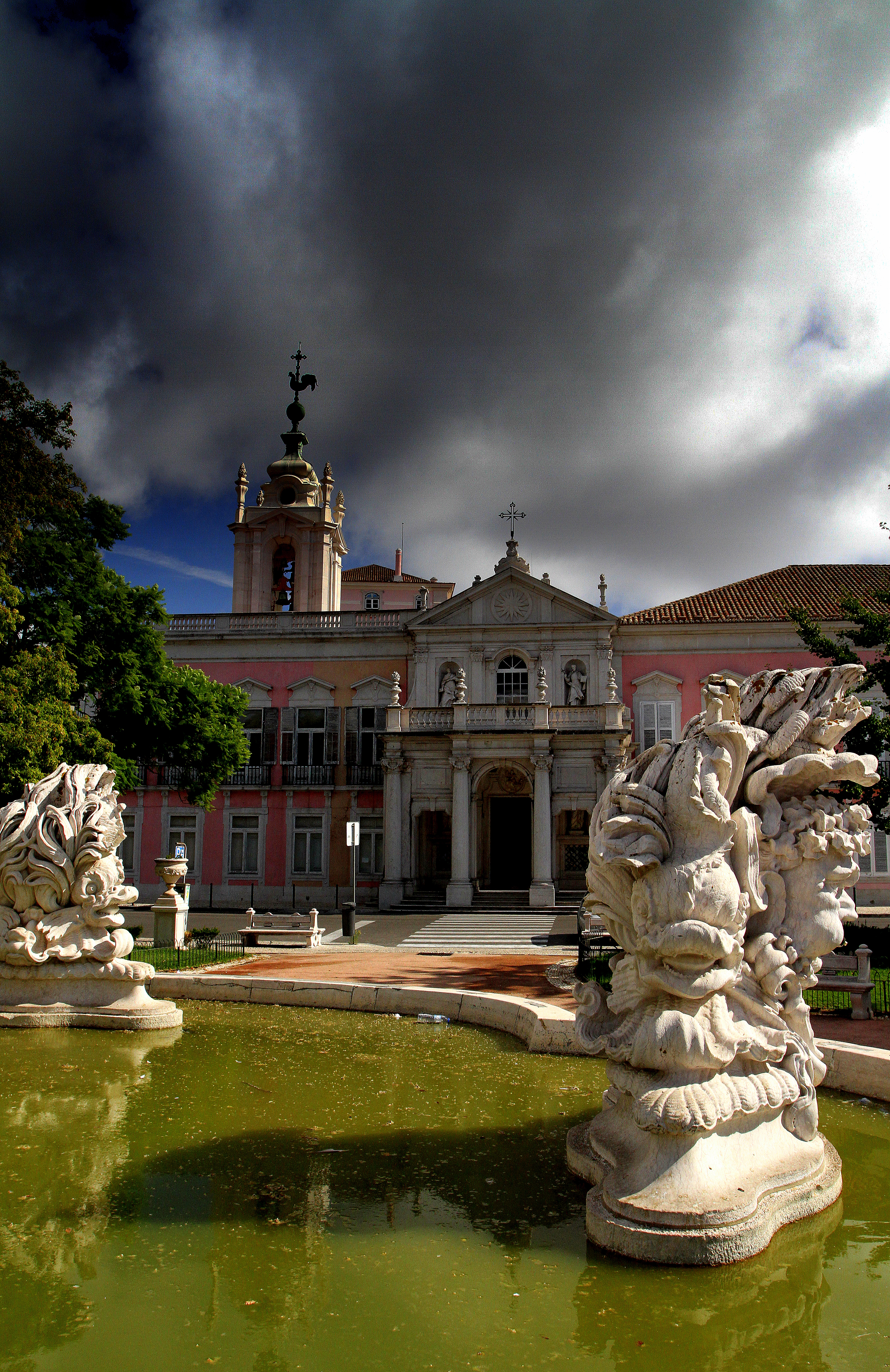
Ingresso del Palácio das Necessidades, costruito tra il 1743 ed il 1752 su progetto di Caetano Tomás de Sousa. Originariamente un convento, divenne una residenza reale con la soppressione degli ordini religiosi nel 1834. Attualmente ospita il ministero degli affari esteri della Repubblica Portoghese.
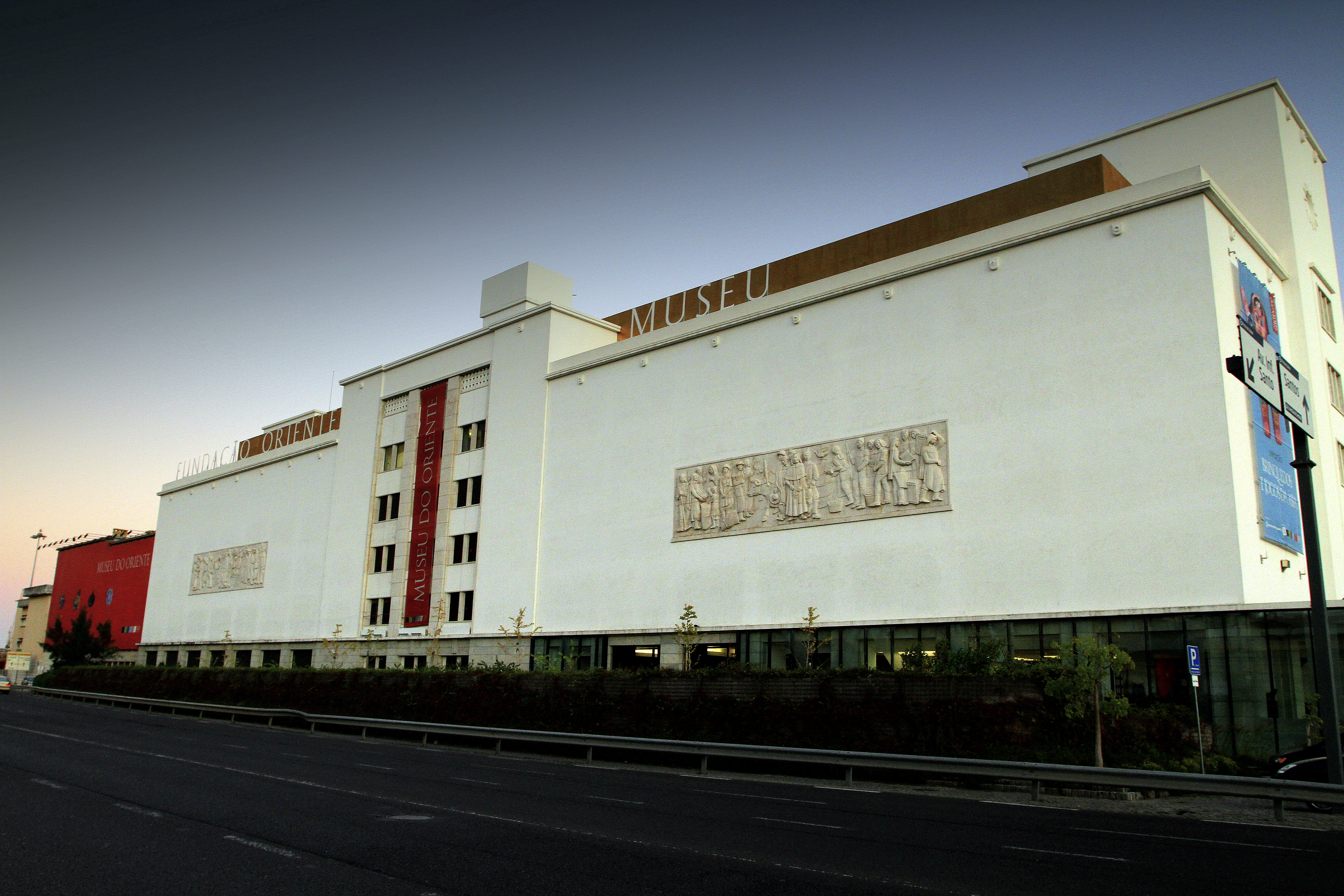
L'Edifício Pedro Álvares Cabral, in Avenida de Brasília, sede del Museu do Oriente, inaugurato nel 2008
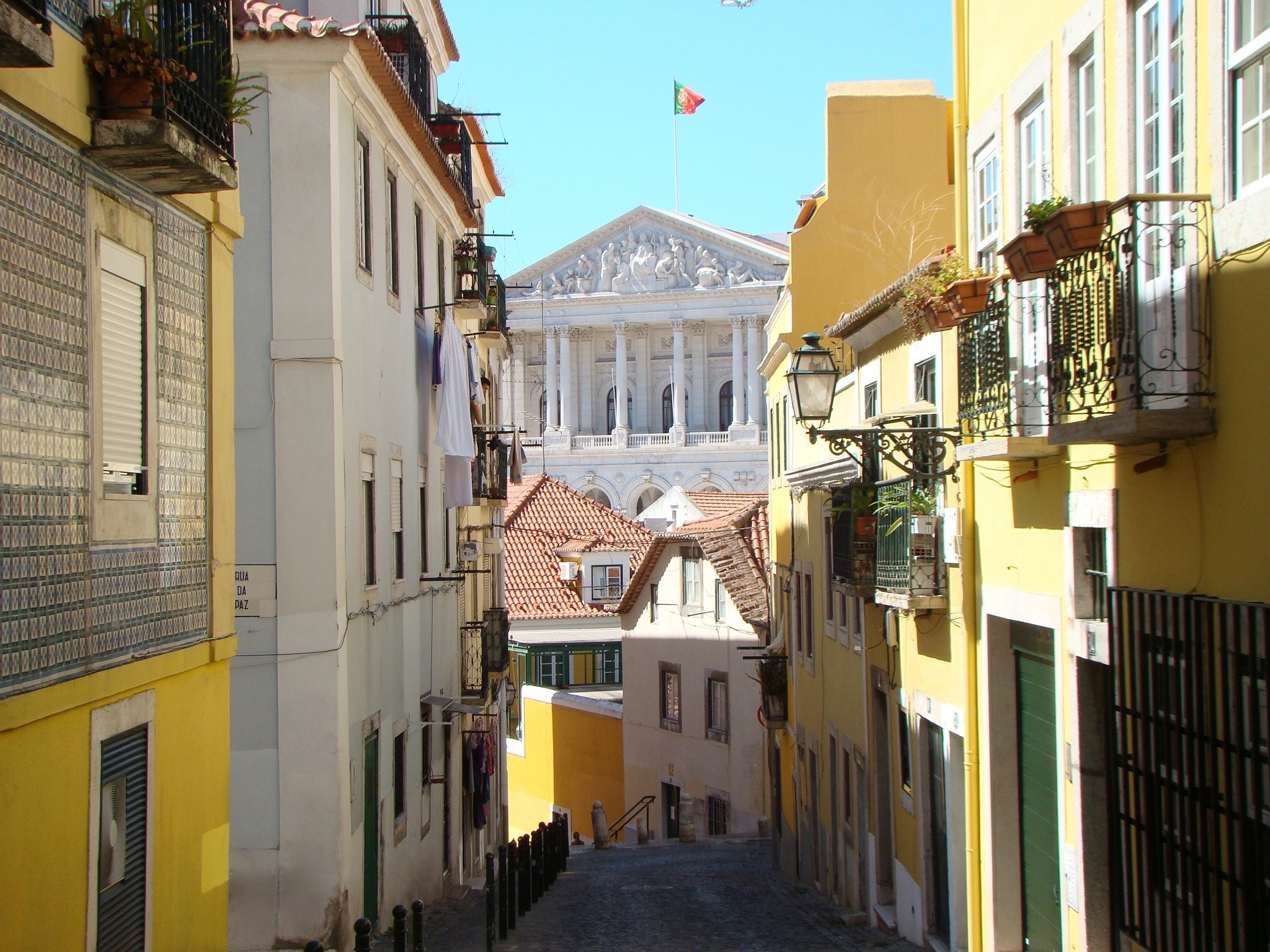
Palácio de São Bento visto dalla Travessa da Arrochela.
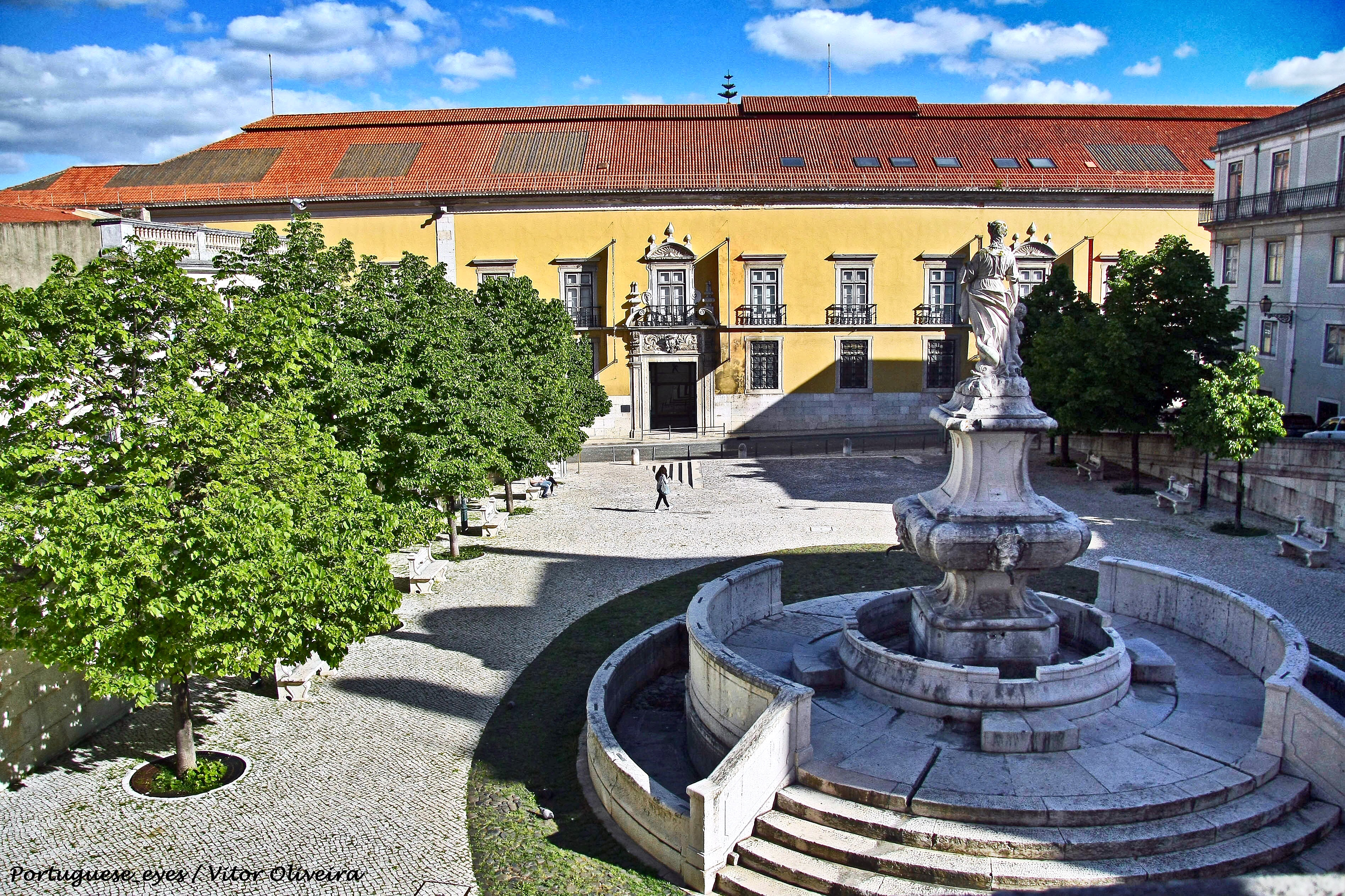
Lo Chafariz das Janelas Verdes, edificato nel 1755 su progetto di Reinaldo Manuel dos Santos. La struttura si trova in Largo Dr. José de Figueiredo, antistante l'ingresso del Museo nazionale d'arte antica.
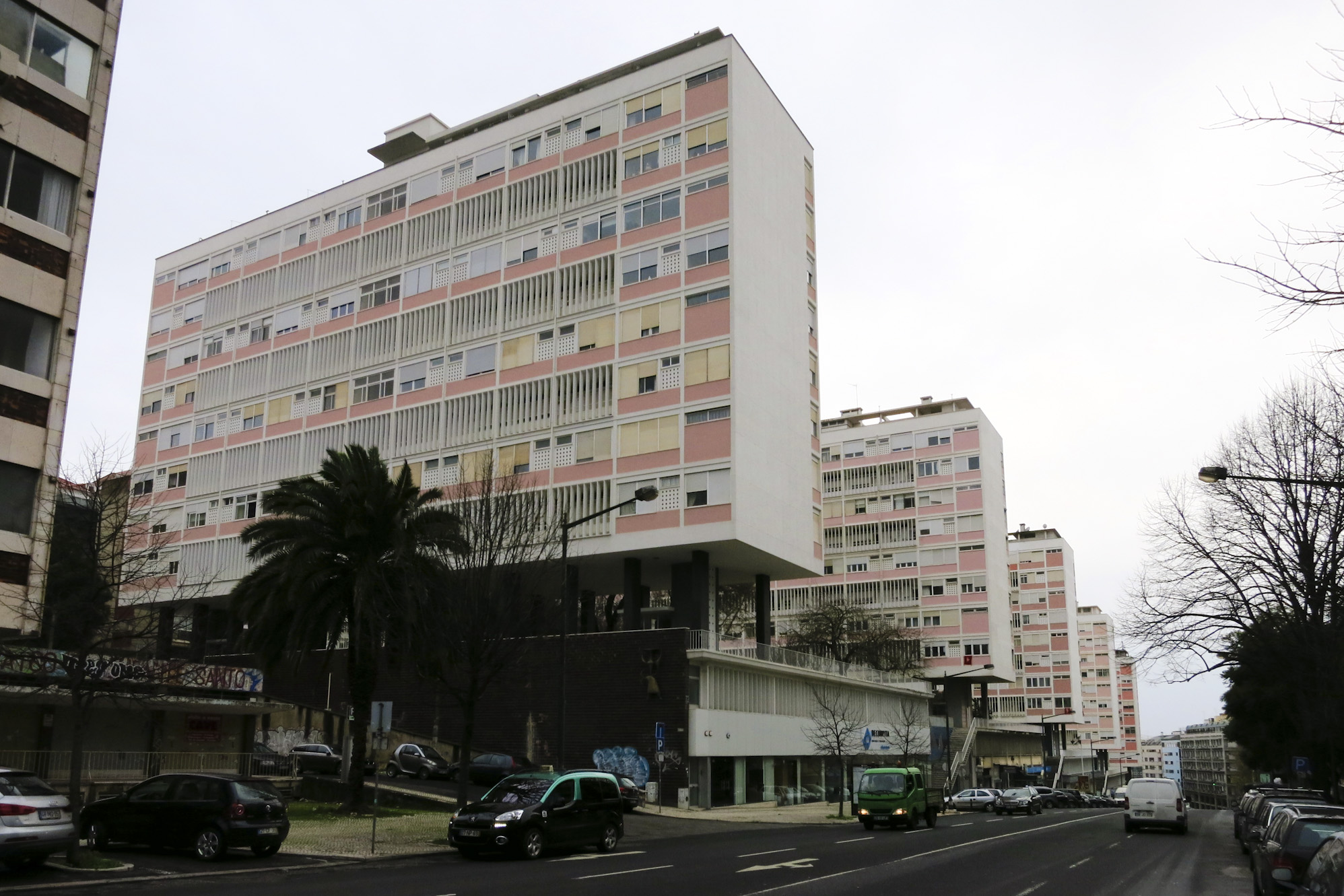
Il Conjunto Habitacional na Avenida Infante Santo, progettato nel 1952 da Alberto Pessoa, con la collaborazione di Francisco Keil do Amaral, Hernâni Gandra e João Abel Manta. Il complesso, costruito nel 1955 secondo i principi del Movimento Moderno, ricevette nel 1956 il Prémio Valmor.
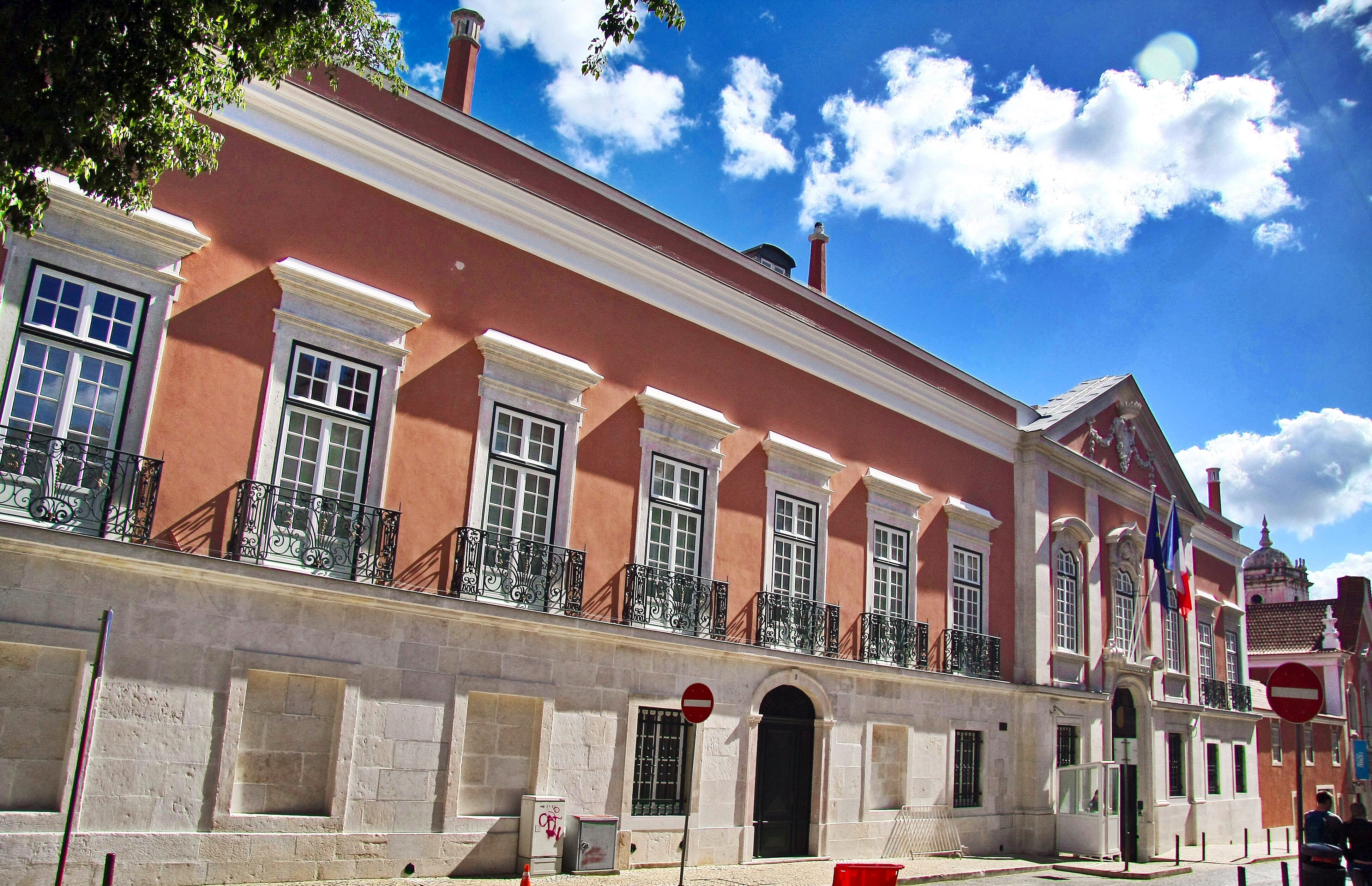
Il Palácio do Marquês de Abrantes, sede dell'ambasciata di Francia
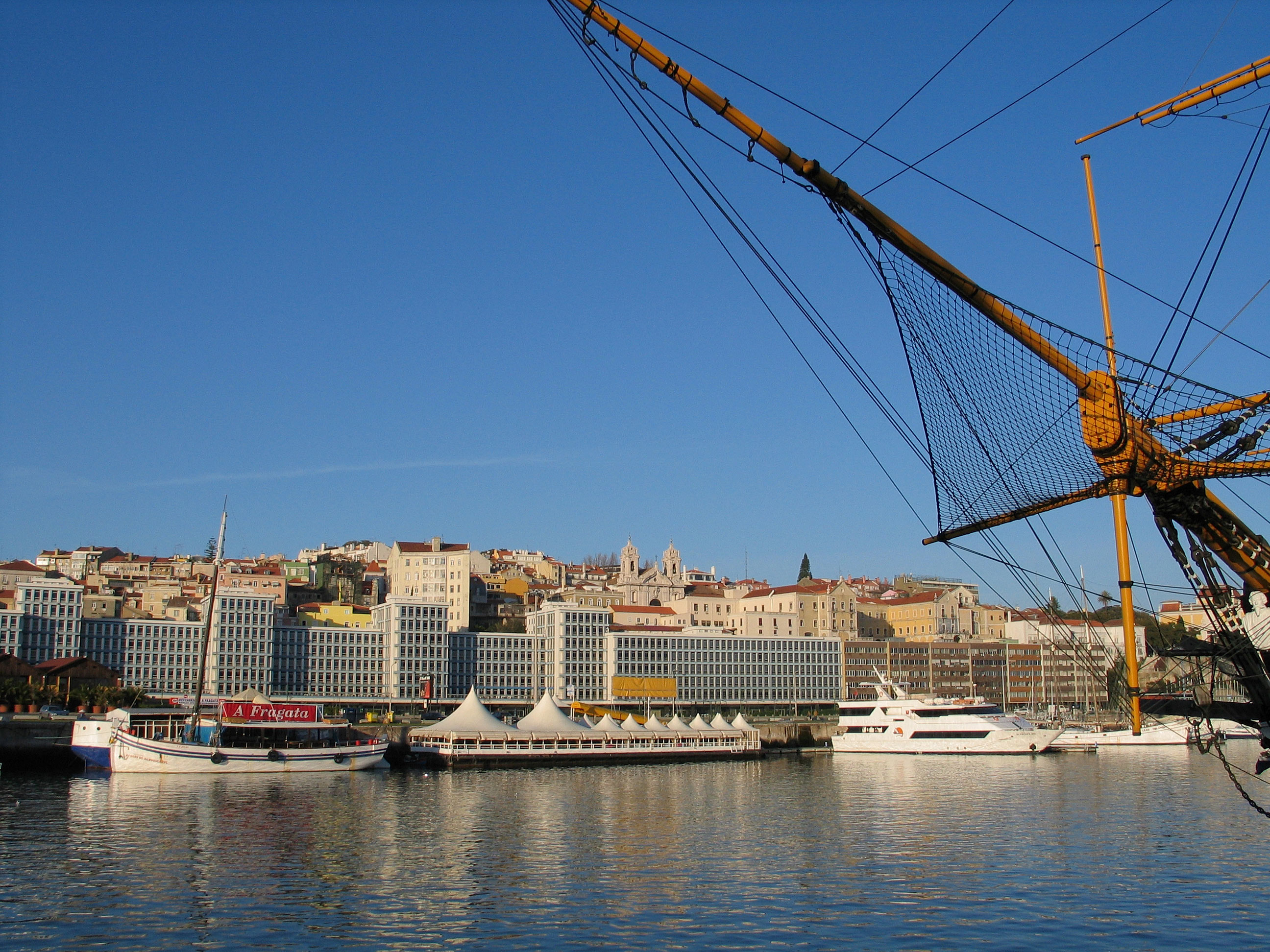
La Doca de Alcântara, porto turistico. Alle spalle del porto, la Linea di cintura di Lisbona e la parallela Avenida 24 de Julho. In posizione più elevata, al centro, è visibile la facciata dell'Igreja de São Francisco de Paula.
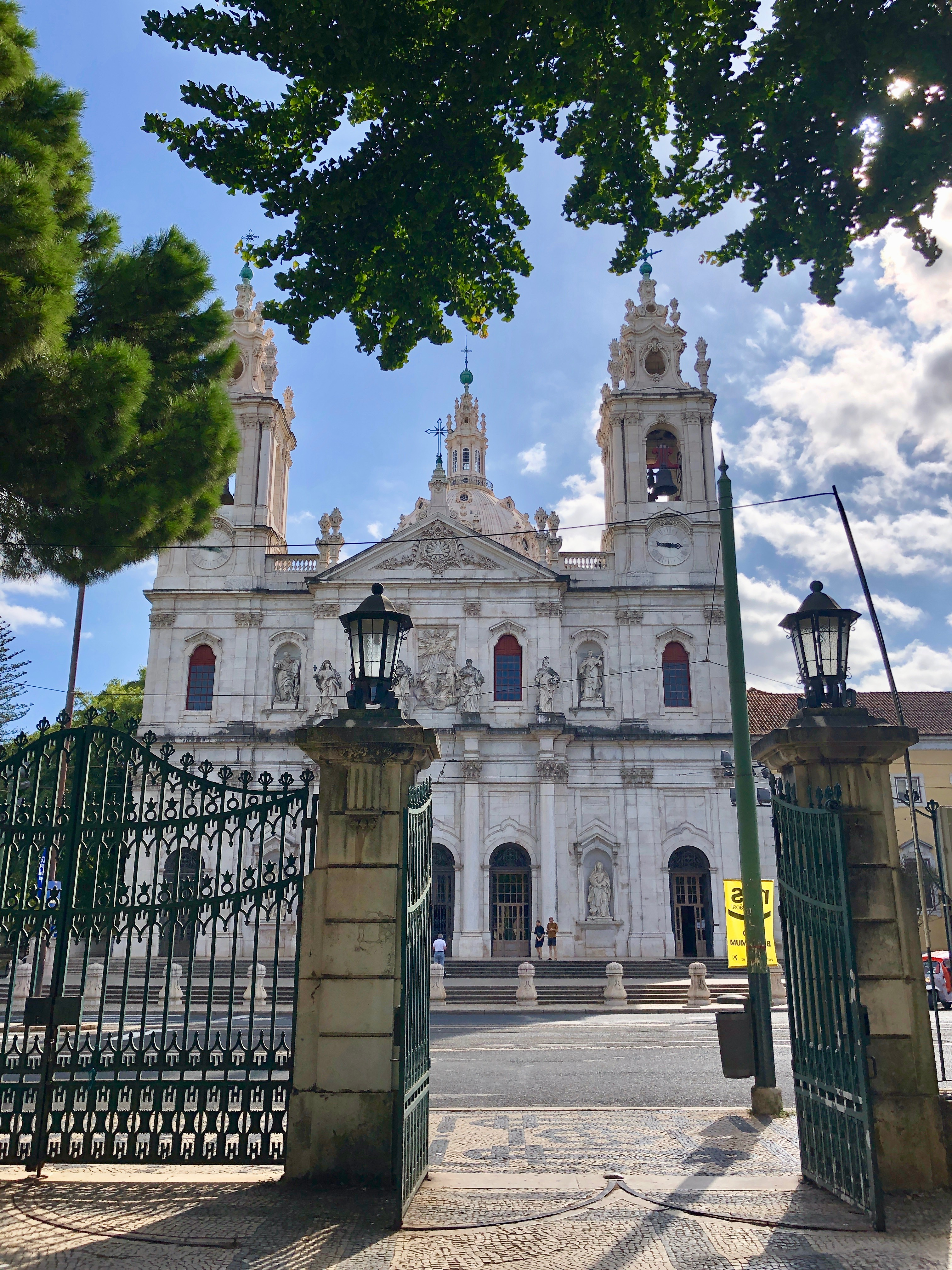
La facciata della Basilica da Estrela vista dal Jardim da Estrela.